# Saif Masawi
Saif Masawi (ur. 30 listopada 1979 w Omdurmanie) – sudański piłkarz występujący na pozycji pomocnika.

## Kariera
Karierę rozpoczynał w klubie Al-Hilal Omdurman, w którym gra do dziś. Gra również w reprezentacji, z którą pojechał na Puchar Narodów Afryki 2008 i Puchar Narodów Afryki 2012.